# Новосёлка (Междуреченский район)
Новоселка — деревня в Междуреченском районе Вологодской области.
Входит в состав Ботановского сельского поселения, с точки зрения административно-территориального деления — в Ботановский сельсовет.
Расстояние по автодороге до районного центра Шуйского — 34 км, до центра муниципального образования Игумницева — 2 км. Ближайшие населённые пункты — Одомцыно, Гаврилищево, Пазухино, Протасово.

## Население
| 2010 |
| ---- |
| 0    |

По переписи 2002 года население — 1 человек.